# Kruszce

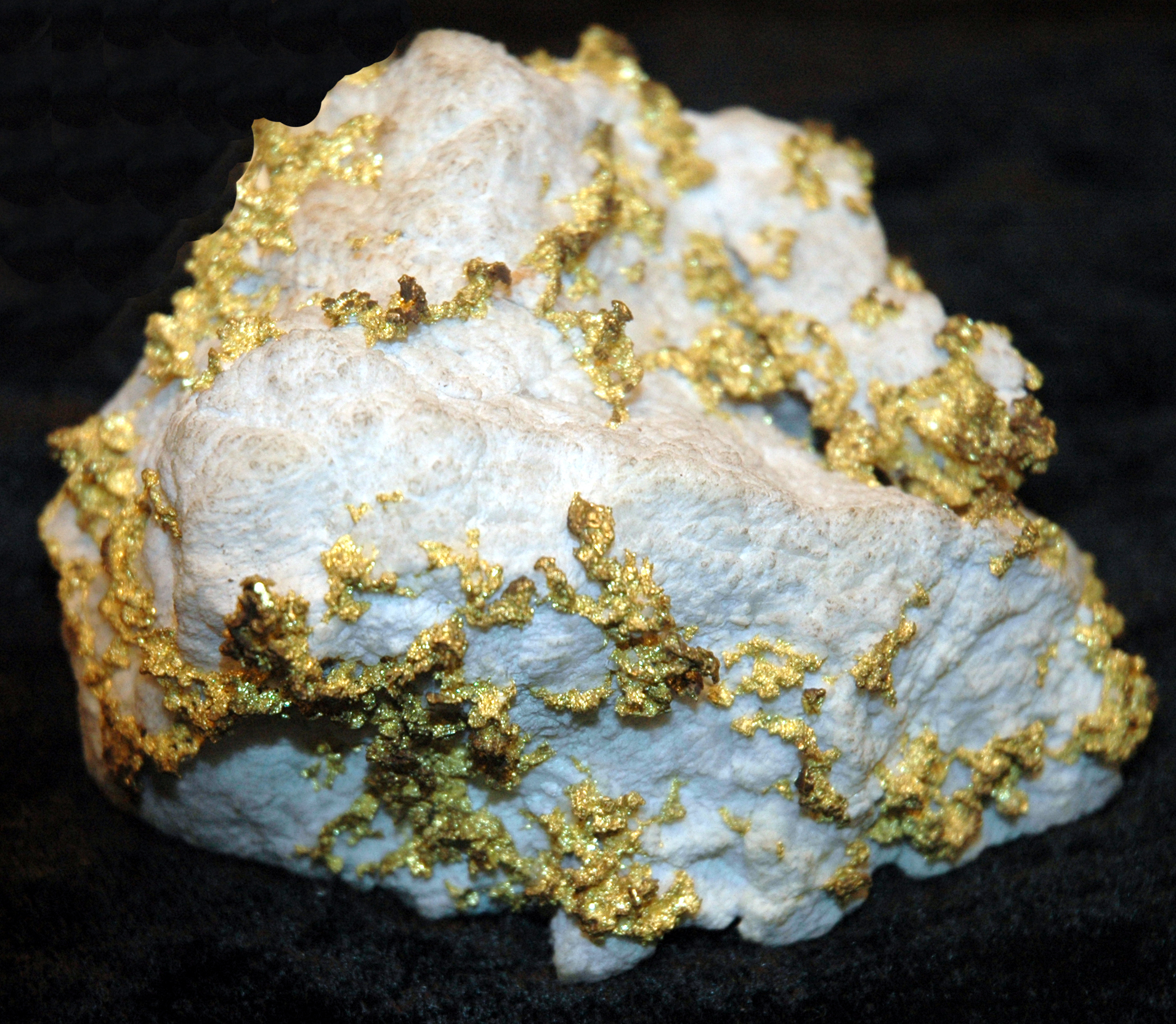
Kwarc z zawartością kruszcu (żyłkami złota)

Kruszce – przestarzały termin odnoszący się do rud jakiegokolwiek minerału. Obecnie funkcjonujący głównie w zwrotach odnoszących się do metali szlachetnych.
Stosowane w ekonomii pojęcie pieniądza kruszcowego oznacza środek płatniczy (pieniądz) związany z masą określonego metalu. Z czasem, dla uniknięcia konieczności każdorazowego ważenia, na sztukach kruszcu (później monetach) zaczęto wybijać symbole oznaczające ich wartość. Kruszcem w tym znaczeniu były początkowo różne dostępne, uznane za wartościowe metale i minerały (złoto, srebro, elektrum, żelazo); z czasem zasób stosowanych kruszców ograniczono do metali szlachetnych.